# Raccordo autostradale 3
Der Raccordo autostradale 3 (italienisch für ‚Autobahnzubringer 3‘) ist ein Autobahnzubringer in der Mitte Italiens, der Siena mit der A1 und damit mit dem italienischen Autobahnnetz verbindet. Er liegt in der italienischen Region Toskana und wurde 1964 eröffnet.
Das decreto legislativo 29 ottobre 1999, n. 461 hat den RA 3 nicht in das Autobahnnetz Italiens aufgenommen, sondern ihn als Straße von nationalen Interesse eingestuft. Im Jahr 2013 wurden alle Schilder durch grüne ersetzt, wie auf italienischen Autobahnen.

## Verlauf
Der RA 3 beginnt südlich von Florenz, wo er von der A1 bei der Anschlussstelle Firenze – Impruneta (früher Firenze – Certosa) abzweigt. Nach Norden wird er seit Mai 2017 über den by pass del Galluzzo verlängert, Richtung Süden verläuft er weiter in Richtung durch den Chianti durch zwei Tunnel und weist aufgrund des hügeligen Terrains im weiteren Verlauf eine hohe Anzahl von Kurven auf, die eine erlaubte Maximalgeschwindigkeit von 90 km/h bedingen. An besonders gefährlichen Stellen ist die Geschwindigkeit auf 60 km/h begrenzt. Im gesamten Verlauf befinden sich auch mehrere Brücken.
Vorbei an den Ortschaften Greve in Chianti, San Casciano in Val di Pesa und Colle di Val d’Elsa erreicht er Siena, die Hauptstadt der gleichnamigen Provinz. Hier mündet der RA 3 ohne bauliche Veränderung bei der Anschlussstelle Siena - Nord in die Westtangente Siena ein. Die Kilometrierung beginnt bei dieser Anschlussstelle.

## Ausbauzustand und Verwaltung
Der Autobahnzubringer ist als Autobahnähnliche Straße ausgebaut mit zwei getrennten Richtungsfahrbahnen, die je zwei Fahrspuren besitzen. Er weist jedoch keinen Standstreifen auf, es existieren Ausweichplätze. Die gesamte Strecke weist in jede Richtung zwei Raststätten auf. Eine befindet sich in der Nähe von der Anschlussstelle Poggibonsi, die andere bei Tavarnelle.
Verwaltet wird er von der ANAS. Bislang ist der RA 3, wie alle von der ANAS verwalteten Strecken, mautfrei.